# Ketan Mehta
Pour les articles homonymes, voir Mehta.
Ketan Mehta (né en 1952 à Navsari au Gujarat) est un réalisateur, scénariste et producteur de cinéma indien de Bollywood. 

## Biographie
Formé à Delhi puis au Film and Television Institute of India de Puna, Ketan Mehta a réalisé des fictions, des documentaires et des séries télévisées de type masala, alliant comédie, satire, romance, violence et rébellion. Il est marié à l'actrice Deepa Sahi.
Son premier film Bhavni Bhavai fut un succès immédiat. Beaucoup de ses films ont été présentés dans les compétitions internationales.
Il a récemment mis en scène Mangal Pandey: The Rising avec Aamir Khan.

## Filmographie
- 1980 : Bhavni Bhavai
- 1984 : Holi
- 1985 : Mirch Masala
- 1988 : Hero Hiralal
- 1992 : Maya Memsaab
- 1993 : Sardar
- 1995 : Oh Darling Yeh Hai India
- 1997 : Aar Ya paar
- 2005 : Mangal Pandey: The Rising
- 2008 : Rang Rasiya